# Ibrahima Bakayoko
Ibrahima Bakayoko, född 31 december 1976 i Seguela, är en ivoriansk fotbollsspelare, före detta landslagsspelare. Till vardags spelar han för franska Stade Bordelais. Han började sin karriär i franska Montpellier HSC. Han har även spelat i bland annat Everton, Marseille, Osasuna, Livorno, Messina och Larissa.